# تپه دوغول
تپه دوغول مربوط به دوره سلوکیان - دوره اشکانیان - سدهٔ ۷ ه.ق است و در شهرستان دورود، بخش مرکزی، دهستان ژان، ۹۰۰ متری جنوب غربی روستای بهرام آباد علیا واقع شده و این اثر در تاریخ ۱۳ آبان ۱۳۸۶ با شمارهٔ ثبت ۱۹۸۲۲ به‌عنوان یکی از آثار ملی ایران به ثبت رسیده است.